# Philippus Arabs római császár
Imperator Caesar Marcus Iulius Philippus Augustus, általánosan elterjedt néven Philippus Arabs császár, némelykor I. Philippus, született Marcus Iulius Philippus; Arabia Petraea, 204 körül – Verona, 249 szeptembere vagy októbere) a Római Birodalom császára.

## Előélete
Philippus Arabs (gyakran Philippus Arabus) 204 körül született Arabia Petraea provinciában, valószínűleg a mai Sahba közelében. Apja, Julius Marinus a római lovagrendbe felemelkedett törzsfő volt, míg anyja személye ismeretlen. Philippus Alexander Severus császár uralkodása alatt lett a praetorinánus gárda tagja. 234-ben feleségül vette a provincia helytartójának leányát, Marcia Otacilia Severát, így befolyása jelentősen megnövekedett a provinciában és annak környékén.

## Hatalomra jutása
243-ban III. Gordianus császár perzsák elleni hadjárata során a korábbi parancsnok, Timesitheus halála után praefectus praetorio lett. Sokan őt vádolták Timesitheus meggyilkolásával, de mindezt nem tudták rábizonyítani. Hatalmi pozícióját kihasználva Philippus a császár ellen hangolta a hadsereget azzal az indokkal, hogy az elmaradt gabonaszállítmányok miatt egyedül III. Gordianus császár tehető felelőssé. A 244. évi hadjárat során III. Gordianus tisztázatlan körülmények között elhunyt, bár elég valószínű, hogy a császár halálában Philippus keze is benne volt, akit nem sokkal a történtek után kikiáltottak császárnak.

## Uralkodása
Uralkodóként szinte rögtön békét kötött a perzsákkal. Ezután 244-ben fiával együtt Róma városába ment, ahol rendkívül jó kapcsolatot épített ki a szenátussal. Philippus egyik legfontosabb célja a dinasztikus hatalom kiépítése és megszilárdítása volt, s ennek érdekében fiát, ifjabb Philippust előbb caesarrá, majd augustussá tette. Feleségét, Martia Severát pedig az augusta címmel ruházta fel. További fontos tisztségeket juttatott testvérének, Julius Priscusnak és apját, Marinust pedig az istenek sorába iktatta. 246-ban Dacia római provinciában tartózkodott, ahol fényes győzelmet aratott a Dunán átkelő kárpok fölött. A következő évben Rómában több hétig tartó játékokat tartottak Róma megalapításának ezredik évfordulójára. A császár ekkor hatalma csúcsára jutott, mivel a játékokkal kivívta a nép rokonszenvét. Eközben szülőföldjéről sem feledkezett meg: valószínűleg szülőhelye közelében új, reprezentatív várost emelt, Philippopoliszt (a mai Sahba), családi kultuszának ápolása és talán későbbi temetkezése céljára. Az ambiciózus építkezés halála után félbemaradt, városa pedig sosem ért el nagy jelentőséget.

## Bukása
248-ban a központi hatalom megrendült, s a birodalom három különböző pontján kiáltott ki a hadsereg ellencsászárokat (Silbannacust a Rajna vidékén, Iotapianust keleten, míg Pacatianust a Duna mentén). A bitorlókkal hamar végeztek saját katonáik, de ez a közjáték felbátorította a barbár gótokat és a germánokat, hogy újabb betöréseikkel keltsenek riadalmat a limes környéki provinciákban. A császár Deciust, későbbi utódját küldte a Balkánra, ahol év végére helyreállt a rend. Fél év múltán a dunai légiók császárrá kiáltották ki Deciust, a népszerű hadvezért, de ő biztosította a császárt hűségéről. A már nagyon gyenge és beteg Philippus nem bízott vezérében, s inkább Decius ellen vonult, de a túlerőben lévő császári sereg vereséget szenvedett, s a csata után Philippus császár fiával együtt merénylet áldozata lett.

## Jelentősége
Eusebius ókeresztény író szerint Philippus volt az első keresztény vallású császár a Római Birodalom trónján, de ezt a megállapítást a történészek megkérdőjelezik, mivel mindössze annyi bizonyos, hogy a császár fokozott türelmet gyakorolt az új vallás követőivel szemben.
Mellszobrának ábrázolása szerepelt a szír font százas bankjegyén.